# Грил (Пенсилванија)
Грил (енгл. Grill) насељено је место без административног статуса у америчкој савезној држави Пенсилванија.

## Демографија
По попису из 2010. године број становника је 1.468.
| Група             | 2000.    | 2010.         |
| Белци             | 0 (0,0%) | 1.334 (90,9%) |
| Афроамериканци    | 0 (0,0%) | 21 (1,4%)     |
| Азијати           | 0 (0,0%) | 26 (1,8%)     |
| Хиспаноамериканци | 0 (0,0%) | 72 (4,9%)     |
| Укупно            | 0        | 1.468         |